# The Voice UK
The Voice UK è la versione britannica del talent show olandese The Voice. Va in onda dal 24 marzo 2012 sul canale BBC One.

## Riassunto delle edizioni
Legenda
     Team Will
     Team Jessie
     Team Tom
     Team Danny
     Team Kylie
     Team Ricky
     Team Rita
     Team Paloma
     Team George
     Team Jennifer
     Team Gavin
     Team Olly
     Team Meghan
      Team Anne-Marie
| Edizione | Periodo della trasmissione | Periodo della trasmissione | Puntate | Concorrenti ammessi | Vincitore        | Secondo         | Terzo            | Quarto              | Coach vincitore  | Conduttore                     | Coach (in ordine di sedia) | Coach (in ordine di sedia) | Coach (in ordine di sedia) | Coach (in ordine di sedia) |
| -------- | -------------------------- | -------------------------- | ------- | ------------------- | ---------------- | --------------- | ---------------- | ------------------- | ---------------- | ------------------------------ | -------------------------- | -------------------------- | -------------------------- | -------------------------- |
| 1ª       | 24 marzo 2012              | 2 giugno 2012              | 14      | 40                  | Leanne Mitchell  | Bo Bruce        | Bo Bruce         | Vince Kidd          | Tom Jones        | Holly Willoughby, Reggie Yates | will.i.am                  | Jessie                     | Tom                        | Danny                      |
| 1ª       | 24 marzo 2012              | 2 giugno 2012              | 14      | 40                  | Leanne Mitchell  | Tyler James     |                  | Vince Kidd          | Tom Jones        | Holly Willoughby, Reggie Yates | will.i.am                  | Jessie                     | Tom                        | Danny                      |
| 2ª       | 30 marzo 2013              | 22 giugno 2013             | 14      | 48                  | Andrea Begley    | Leah McFall     | Leah McFall      | Matt Henry          | Danny O'Donoghue | Holly Willoughby, Reggie Yates | will.i.am                  | Jessie                     | Tom                        | Danny                      |
| 2ª       | 30 marzo 2013              | 22 giugno 2013             | 14      | 48                  | Andrea Begley    | Mike Ward       |                  | Matt Henry          | Danny O'Donoghue | Holly Willoughby, Reggie Yates | will.i.am                  | Jessie                     | Tom                        | Danny                      |
| 3ª       | 11 gennaio 2014            | 5 aprile 2014              | 14      | 48                  | Jermain Jackman  | Christina Marie | Christina Marie  | Jamie Johnson       | will.i.am        | Emma Willis, Marvin Humes      | will.i.am                  | Kylie                      | Tom                        | Ricky                      |
| 3ª       | 11 gennaio 2014            | 5 aprile 2014              | 14      | 48                  | Jermain Jackman  | Sally Barker    |                  | Jamie Johnson       | will.i.am        | Emma Willis, Marvin Humes      | will.i.am                  | Kylie                      | Tom                        | Ricky                      |
| 4ª       | 10 gennaio 2015            | 4 aprile 2015              | 14      | 48                  | Stevie McCrorie  | Lucy O'Byrne    | Emmanuel Nwamadi | Emmanuel Nwamadi    | Ricky Wilson     | Emma Willis, Marvin Humes      | will.i.am                  | Rita                       | Tom                        | Ricky                      |
| 4ª       | 10 gennaio 2015            | 4 aprile 2015              | 14      | 48                  | Stevie McCrorie  | Lucy O'Byrne    | Sasha Simone     |                     | Ricky Wilson     | Emma Willis, Marvin Humes      | will.i.am                  | Rita                       | Tom                        | Ricky                      |
| 5ª       | 9 gennaio 2016             | 9 aprile 2016              | 14      | 48                  | Kevin Simm       | Jolan           | Cody Frost       | Cody Frost          | Ricky Wilson     | Emma Willis, Marvin Humes      | will.i.am                  | Boy George                 | Paloma                     | Ricky                      |
| 5ª       | 9 gennaio 2016             | 9 aprile 2016              | 14      | 48                  | Kevin Simm       | Jolan           | Lydia Lucy       |                     | Ricky Wilson     | Emma Willis, Marvin Humes      | will.i.am                  | Boy George                 | Paloma                     | Ricky                      |
| 6ª       | 7 gennaio 2017             | 2 aprile 2017              | 16      | 40                  | Mo Adeniran      | Into the Ark    | Jamie Miller     | Michelle John       | Jennifer Hudson  | Emma Willis                    | will.i.am                  | Jennifer                   | Tom                        | Gavin                      |
| 7ª       | 6 gennaio 2018             | 7 aprile 2018              | 14      | 40                  | Ruti Olajublagbe | Donel Mangena   | Belle Voci       | Lauren Bannon       | Tom Jones        | Emma Willis                    | will.i.am                  | Jennifer                   | Tom                        | Olly                       |
| 8ª       | 5 gennaio 2019             | 6 aprile 2019              | 14      | 40                  | Molly Hocking    | Deana Walmsley  | Jimmy Balito     | Bethzienna Williams | Olly Murs        | Emma Willis                    | will.i.am                  | Jennifer                   | Tom                        | Olly                       |
| 9ª       | 4 gennaio 2020             | 14 novembre 2020           | 15      | 40                  | Blessing Chitapa | Jonny Brooks    | Brooke Scullion  | Gevanni Hutton      | Olly Murs        | Emma Willis                    | will.i.am                  | Meghan                     | Tom                        | Olly                       |

## Coach e concorrenti
| Edizioni | will.i.am                                                          | Jessie J                                                         | Tom Jones                                                             | Danny O'Donoghue                                          |
| -------- | ------------------------------------------------------------------ | ---------------------------------------------------------------- | --------------------------------------------------------------------- | --------------------------------------------------------- |
| Prima    | Tyler James Jaz Ellington Joelle Moses Frances Wood Sophie Griffin | Vince Kidd Becky Hill Toni Warne Cassius Henry Ruth-Ann St. Luce | Leanne Mitchell Ruth Brown Adam Isaac Matt and Sueleen Samuel Buttery | Bo Bruce Max Milner David Julien Aleks Josh Hannah Berney |
| Seconda  | Leah McFall Cleo Higgins Leanne Jarvis                             | Matt Henry Ash Morgan Sarah Cassidy                              | Mike Ward Joseph Apostol Alys Williams                                | Andrea Begley Karl Michael Mitchel Emms                   |
| Terza    | Jermain Jackman Sophie-May Williams Iesher Haughton                | Kylie Minogue                                                    | Sally Barker Bizzi Dixon Georgia Harrup                               | Ricky Wilson                                              |
| Terza    | Jermain Jackman Sophie-May Williams Iesher Haughton                | Jamie Johnson Lee Glasson Rachael O'Connor                       | Sally Barker Bizzi Dixon Georgia Harrup                               | Christina Marie Chris Royal Emily Adams                   |
| Quarta   | Lucy O'Byrne Sheena McHugh Vikesh Champaneri                       | Rita Ora                                                         | Sasha Simone Howard Rose Lara Lee                                     | Stevie McCrorie Emmanuel Nwamadi Autumn Sharif            |
| Quarta   | Lucy O'Byrne Sheena McHugh Vikesh Champaneri                       | Joe Woolford Karis Thomas Clark Carmody                          | Sasha Simone Howard Rose Lara Lee                                     | Stevie McCrorie Emmanuel Nwamadi Autumn Sharif            |
| Quinta   | Lydia Lucy Lyrickal Lauren Lapsley-Browne                          | Paloma Faith                                                     | Boy George                                                            | Kevin Simm Jolan Chloe Castro                             |
| Quinta   | Lydia Lucy Lyrickal Lauren Lapsley-Browne                          | Heather Cameron-Hayes Jordan Gray Beth Morris                    | Cody Frost Vangelis Polydorou Harry Fisher                            | Kevin Simm Jolan Chloe Castro                             |
| Sesta    | Michelle John Jason Jones Tanya Lacey                              | Jennifer Hudson                                                  | Sir Tom Jones                                                         | Gavin Rossdale                                            |
| Sesta    | Michelle John Jason Jones Tanya Lacey                              | Mo Adeniran Jamie Miller Jack Bruley                             | Into the Ark Craig Ward Nadine McGhee                                 | Max Vickers Truly Ford Sarah Morgan                       |
| Settima  | Donel Mangana Tai                                                  | Belle Voci Gayatri Nair                                          | Ruti Olajugbagbe Lucy Milburn                                         | Olly Murs                                                 |
| Settima  | Donel Mangana Tai                                                  | Belle Voci Gayatri Nair                                          | Ruti Olajugbagbe Lucy Milburn                                         | Lauren Bannon Jamie Grey                                  |
| Ottava   | Emmanuel Smith NXTGEN                                              | Nicole Dennis Moya                                               | Deana Walmsley Bethzienna Williams Cedric Neal                        | Molly Hocking Jimmy Balito                                |